# Ion Pățan
Ion Pățan (n. 1 decembrie 1926, Daia Română, România) este un om politic comunist și economist român, specializat în comerțul exterior, membru de partid din 1955. 
Decedat 2022
A ocupat, printre altele, următoarele funcții:
- ministru de finanțe al României (în perioada 26 decembrie 1989 – 28 iunie 1990)
- ministru de finanțe al României (în perioada 28 martie 1989 – 22 decembrie 1989). La căderea regimului comunist era membru în Comitetul Central al Partidului Comunist din România.[2]
- ambasador al României în Cehoslovacia (1 octombrie 1987 – 26 aprilie 1989)
- președinte al Consiliului de Stat pentru Prețuri (19 iunie 1986 – 14 septembrie 1987)
- ministru al industriei ușoare (1 aprilie 1985 – 7 mai 1986)
- ministru al comerțului exterior (28 februarie 1972 – ?)
- vicepreședinte al Consiliului de Miniștri (13 martie 1969 – ?)
- ministru al comerțului interior (29 martie 1968 – 13 martie 1969)
- vicepreședinte al Consiliului Economic (7 februarie 1968 – 28 martie 1968)

## Distincții
- Ordinul Muncii clasa a III-a (30 decembrie 1957) „cu ocazia celei de a zecea aniversări a proclamării Republicii Populare Romîne și pentru merite deosebite în îndeplinirea sarcinilor date de Partidul Muncitoresc Romîn, pentru merite deosebite pe tărîmul construcției de stat, economice, sociale, culturale și obștești”[3]
- Ordinul „Steaua Republicii Populare Romîne” clasa a IV-a (10 august 1964) „pentru merite deosebite în opera de construire a socialismului, cu prilejul celei de a XX-a aniversări a eliberării patriei”[4]
- Ordinul „Tudor Vladimirescu” clasa a III-a (30 aprilie 1966) „cu prilejul celei de-a 45-a aniversări de la înființarea Partidului Partidului Comunist din România, pentru merite deosebite în opera de construire a socialismului”[5]
- Ordinul „23 August” clasa a II-a (4 mai 1971) „cu prilejul aniversării a 50 de ani de la constituirea Partidului Comunist Român, [...] pentru merite deosebite în opera de construire a socialismului”[6]
- Medalia „25 de ani de la proclamarea Republicii” (26 decembrie 1972) „pentru merite deosebite în opera de construire a socialismului, cu prilejul aniversării a 25 de ani de la proclamarea Republicii”[7]
- Ordinul Muncii clasa I (7 mai 1981) „pentru rezultatele obținute în îndeplinirea cincinalului 1976–1980, pentru contribuția deosebită adusă la înfăptuirea politicii Partidului Comunist Român de făurire a societății socialiste multilateral dezvoltate în patria noastră, cu prilejul aniversării a 60 de ani de la făurirea Partidului Comunist Român”[8]
- Medalia comemorativă „A 40-a aniversare a revoluției de eliberare socială și națională, antifascistă și antiimperialistă” (20 august 1984) „pentru contribuția deosebită adusă la înfăptuirea politicii Partidului Comunist Român de făurire a societății socialiste multilateral dezvoltate în patria noastră, cu prilejul celei de-a 40-a aniversări a revoluției de eliberare socială și națională, antifascistă și antiimperialistă”[9]